# Khasimpur, Aurad
Khasimpur là một làng thuộc tehsil Aurad, huyện Bidar, bang Karnataka, Ấn Độ.